# Martti Haavio
Martti Henrikki Haavio (Temmes, 22 gennaio 1899 – Helsinki, 4 febbraio 1973) è stato un poeta e studioso di mitologia e folclore finlandese.
Scrisse poesie sotto lo pseudonimo di P. Mustapää. Fu una delle figure di maggior importanza del panorama accademico finlandese novecentesco, occupandosi approfonditamente del rapporto tra mitologia e tradizione orale baltofinnica tramite un approccio fenomenologico e comparativistico. Fece parte del gruppo letterario Tulenkantajat.

## Biografia
Martti Haavio nacque a Temmes, nella Finlandia centro-occidentale. Ancora studente sviluppò uno spiccato interesse per la letteratura e la poesia popolari e già negli anni venti aveva pubblicato poesie e racconti, con lo pseudonimo di P. Mustapää; il nome deriva dalla Casa della Confraternita delle Teste Nere, a Tallinn, una gilda di mercanti stranieri fondata a Tallinn nel 1400.
Dal 1924 al 1931 lavorò come redattore presso WSOY, una casa editrice finlandese. Si laureò nel 1932 in filosofia all'Università di Helsinki e dal 1934 divenne direttore della Società di Letteratura Finlandese, istituto nel quale era già stato dal 1931 funzionario dell'Archivio di poesia. Iniziò in quegli anni la sua attività di ricerca e interpretazione della lirica baltofinnica; lavorò innanzitutto per creare un moderno archivio di ricerca e una rete pubblica per la raccolta di materiale folclorici. Con Lauri Hakulinen, professore di finlandese all'Università di Helsinki, e Aarni Penttilä, linguista e professore all'Università di Jyväskylä, fondò la serie degli Studia Fennica Folkloristica, un forum internazionale per la ricerca folcloristica che pubblica opere su folclore, mitologia e storia orale. Compì quattro viaggi nei territori della Carelia - intorno al lago Ladoga, ad Aunus (ora Olonec) e in Ingria - per raccogliere liriche popolari.
Durante gli anni trenta Haavio si impegnò anche in politica, sostenendo la cultura nazionalistica finlandese, pur dimostrandosi contrario a ogni fanatismo. Fece parte di un'associazione, che si autodefiniva Università estiva, di politici e accademici finlandesi, tra i quali Urho Kekkonen e Kustaa Vilkuna; da questa esperienza nacque anche un periodico, Kanava, del quale Haavio fu anche caporedattore, e che ebbe un ruolo influente nella politica e nella cultura finlandesi.
Durante la guerra d'inverno e la guerra di continuazione, Martti Haavio prestò servizio militare come corrispondente sul campo di battaglia e responsabile delle comunicazioni. Dalle esperienze maturate in questi anni nacquero due opere: il diario Marciamo sulle vie dell’Olonec (Me marssimme Aunuksen teitä, 1969) e Battaglia per l’Aunus (Taistelu Aunuksesta), scritto insieme a Olavi Paavolainen.
Nel 1947 divenne professore dell'Università di Helsinki ed è in questo periodo che raggiunse la fama internazionale. Fece parte di numerose società straniere nel campo delle tradizioni popolari e del folclore. Si occupò inoltre dello studio delle religioni, aiutando a renderlo una disciplina accademica in Finlandia.
Dopo la morte nel 1951 della prima moglie Elsa Enäjärvi-Haavio, nel 1960 si risposò con Aale Tynni.
Morì il 4 febbraio 1973. È sepolto nel cimitero di Hietaniemi, a Helsinki, insieme alla seconda moglie.

## Opere folcloristiche e mitologiche
- Suomalaisen muinaisrunouden maailma ("Il mondo degli antichi runot finlandesi"), WSOY, Porvoo, 1935.
- Suomalaiset kodinhaltiat, WSOY, Porvoo, 1942.
- Viimeiset runonlaulajat. Terza edizione (seconda edizione 1948), WSOY, Porvoo, 1985. ISBN 951-0-12753-1.
- Piispa Henrik ja Lalli: Piispa Henrikin surmavirren historiaa ("Henrik di Uppsala e Lalli. Storia del ciclo lirico sull’uccisione del vescovo Henrik"), WSOY, Porvoo, 1948.
- Sampo-eepos: Typologinen analyysi, Suomalais-ugrilaisen seuran toimituksia 96, Suomalais-ugrilainen seura, Helsinki, 1949.
- Väinämöinen: Suomalaisten runojen keskushahmo ("Väinämöinen. Figura centrale della poesia balto-finnica"), WSOY, Porvoo, 1950.
- Kirjokansi. Suomen kansan kertomarunoutta ("Il coperchio variopinto. La lirica descrittiva del popolo di Finlandia"), 1952.
- Kansanrunojen maailmanselitys, WSOY, Porvoo Helsinki, 1955.
- Karjalan jumalat: Uskontotieteellinen tutkimus ("Gli dèi di Carelia. Per uno studio di scienza delle religioni"), WSOY, Porvoo, 1959.
- Kuolematonten lehdot: Sämpsöi Pellervoisen arvoitus, WSOY, Porvoo, 1961.
- Bjarmien vallan kukoistus ja tuho: Historiaa ja runoutta ("Splendore e scomparsa del Regno di Biarmia"), WSOY, Porvoo Helsinki, 1965.
- Suomalainen mytologia, WSOY, Porvoo Helsinki, 1967.
- Esseitä kansanrunoudesta. Articoli pubblicati nel 1959 in Essais folkloriques par Martti Haavio, Studia Fennica 8, Suomalaisen Kirjallisuuden Seuran toimituksia 564, Suomalaisen Kirjallisuuden Seura, Helsinki, 1992. ISBN 951-717-703-8.

## Opere poetiche
- Laulu ihanista silmistä, 1925.
- Laulu vaakalinnusta, 1927.
- Jäähyväiset Arkadialle ("Addio, Arcadia"), 1945.
- Koiruoho, ruusunkukka ("Assenzio e fior di rosa"), 1947.
- Linnustaja ("L'uccellatore"), 1952.
- Tuuli Airistolta, 1969.